# カルル・ベッティッハー

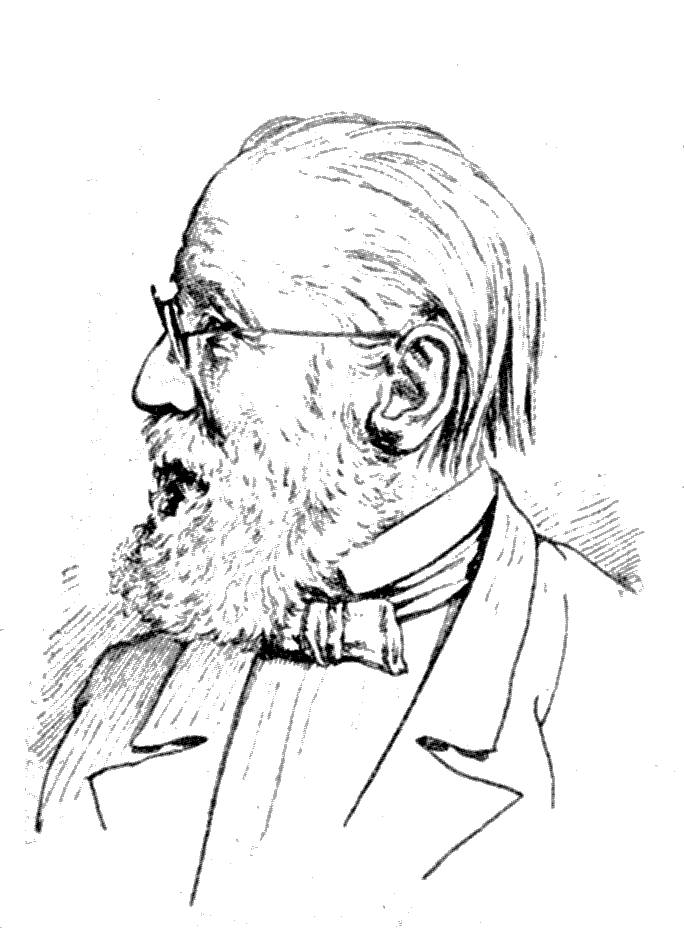

カルル・ベッティッハー（Karl Gottlieb Wilhelm Bötticher, 1806年5月29日ノルトハウゼン - 1889年6月19日ベルリン）はドイツの建築家並びに美術史家。
| スタブアイコン | サブスタブ | この項目は、まだ閲覧者の調べものの参照としては役立たない、人物に関連した書きかけの項目です。この項目を加筆・訂正などしてくださる協力者を求めています（P:人物伝/PJ:人物伝）。 |